# فرناندو وارگاس
فرناندو وارگاس (اسپانیایی: Fernando Vargas‎؛ زادهٔ ۷ دسامبر ۱۹۷۷) بوکسور اهل ایالات متحده آمریکا بود.